# 銀の靴 (1939年の映画)
『銀の靴』（ぎんのくつ、原題：First Love）は、ヘンリー・コスターが監督、ディアナ・ダービンが主演した1939年11月にアメリカ合衆国で公開された映画。現代版の「シンデレラ・ストーリー」として製作されている。ロバート・スタックのデビュー作でもある。

## キャスト
- コンスタンス（コニー）・ハーディング：ディアナ・ダービン
- テッド・ドレイク：ロバート・スタック
- ジェームズ・F・クリントン（コニーの伯父）：ユージン・ポーレット
- バーバラ（ジェームズの娘）：ヘレン・パリッシュ

## スタッフ
- 監督：ヘンリー・コスター
- 製作：ジョー・パスターナク、ヘンリー・コスター
- 脚本：ライオネル・ハウザー、ブルース・マニング
- 撮影：ジョセフ・A・ヴァレンタイン
- 編集：バーナード・W・バートン
- 音楽：チャールズ・プレヴィン、ハンス・サルター
- 美術：ジャック・オターソン、マーティン・オブジナ
- 衣裳：ヴェラ・ウェスト

## アカデミー賞候補
- 作曲・編曲賞：チャールズ・プレヴィン
- 室内装置賞：ジャック・オターソン、マーティン・オブジナ